# Gornja Stubica
Gornja Stubica è un comune della Croazia di 5 726 abitanti della regione di Krapina e dello Zagorje.

## Monumenti e luoghi d'interesse

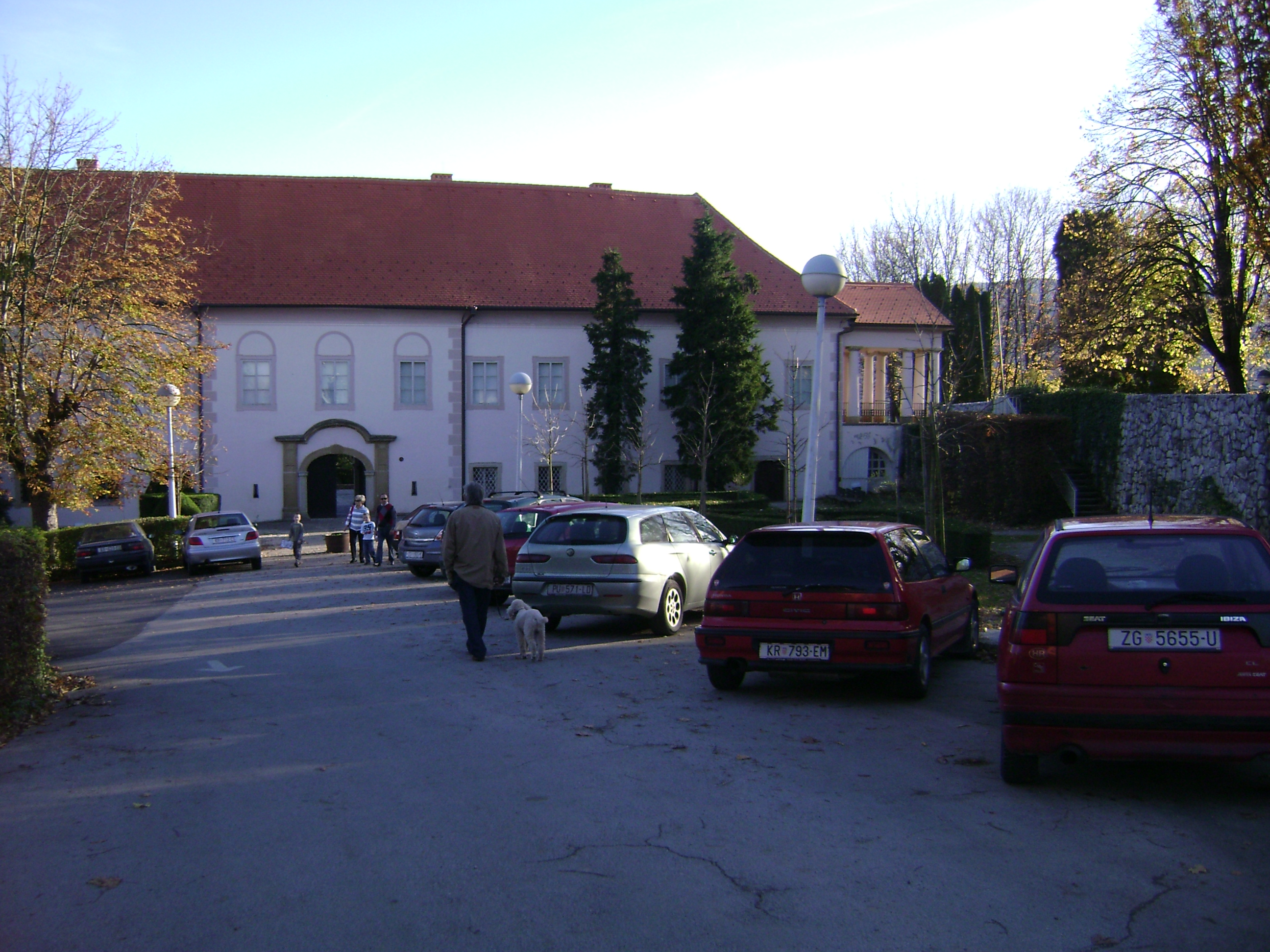
Castello Oršić

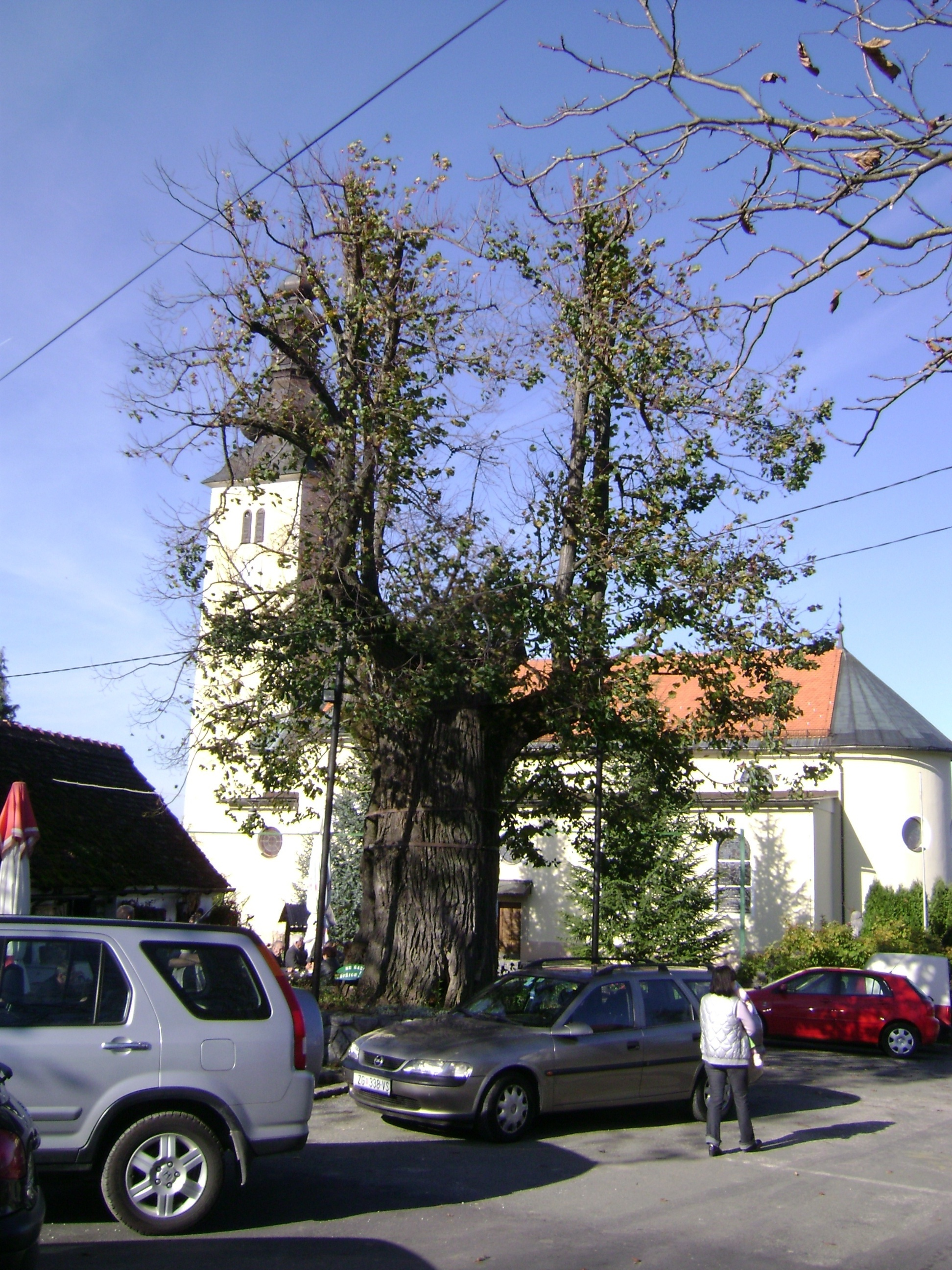
Il tiglio di Gupcev

### Luoghi di culto
- Chiesa di Sv.Jurja (chiesa parrocchiale di San Giorgio Martire)

### Palazzi
- Castello Oršić

### Monumenti celebrativi
- Monumento a Rudolf Perešin

### Altro
- tiglio di Gupcev - secondo la leggenda fu qui che Matija Gubec diede inizio alla rivolta contadina croato-slovena del 1573.
- Parco Rudolf Perešin